# Cristobal Lechuga
Cristóbal Lechuga (Baeza (Andalusia), ca 1557 - 1622) fou un militar i matemàtic, conegut per haver publicat un tractat d'artilleria i fortificació molt difós.

## Vida
Poc es coneix de la seva vida abans de 1585. Segons pròpia confessió, va ingressar en l'exèrcit quan encara no tenia els 18 anys i va anar ascendint en la cadena de comandament. El 1585, és sergent major en el terç de Francisco de Bobadilla destacat a Flandes, on el 1590 tindrà alguna participació en un motí pel qual arribarà a estar empresonat un temps.
A partir de 1593, ja com oficial d'artilleria, participarà en les guerres d'Espanya contra Enric IV de França i contra els rebels flamencs i, en aquest rol, participa en els setges de La Chapelle (1594), Doullens, Cambray (1595), Calais (1596) i en la defensa d'Amiens, ocupada per l'exèrcit espanyol el 1597. En aquesta època coneixerà el seu principal valedor: Pedro Enríquez de Acevedo, comte de Fuentes, qui el cridarà al seu costat en ser nomenat governador de Milà l'any 1600.
A partir de 1600, com inspector de fortificacions del Milanesat, va dur a terme nombroses missions secretes per compte del regne d'Espanya, i també participa en la fundació de l'Acadèmia d'Artilleria de Milà, per a la que Fuentes havia obtingut l'aprovació del rei d'Espanya Felip III. Des de Milà, farà recomanacions al rei d'Espanya per la creació d'una acadèmia similar a Madrid.
La mort del comte de Fuentes el 1610, va deixar Lechuga sense cap patró rellevant, sense cap general que el demanés i el promocionés. Tot i així, el 1613 aconsegueix ser transferit a l'Armada Reial del Mar Océano amb base a Cadis com a tinent de Mestre de Camp General.
El 1614 participà en l'expedició contra La Mamora, l'actual Mehdya (Marroc), distingint-se en les seves accions militars, fins al punt de ser nomenat governador de la plaça un cop conquerida, i on es va encarregar de construir les fortificacions d'una plaça forta en territori enemic.
El 1620 va sofrir un assetjament pels marroquins de la zona, que va poder contenir i que va tenir força ressonància a la Península. Els reforços arribats de Cadis, entre els quals es trobava el capità Alonso de Contreras (qui en dona puntual crònica en la seva autobiografia), van trencar el setge el 1621. I d'aquesta data són les últimes referències que es tenen de Cristóbal Lechuga. El setembre de 1622 ja era governador de La Mamora Diego de Escobedo, sense que se sàpiga si va ser nomenat per defunció o per dimissió de Cristóbal Lechuga.

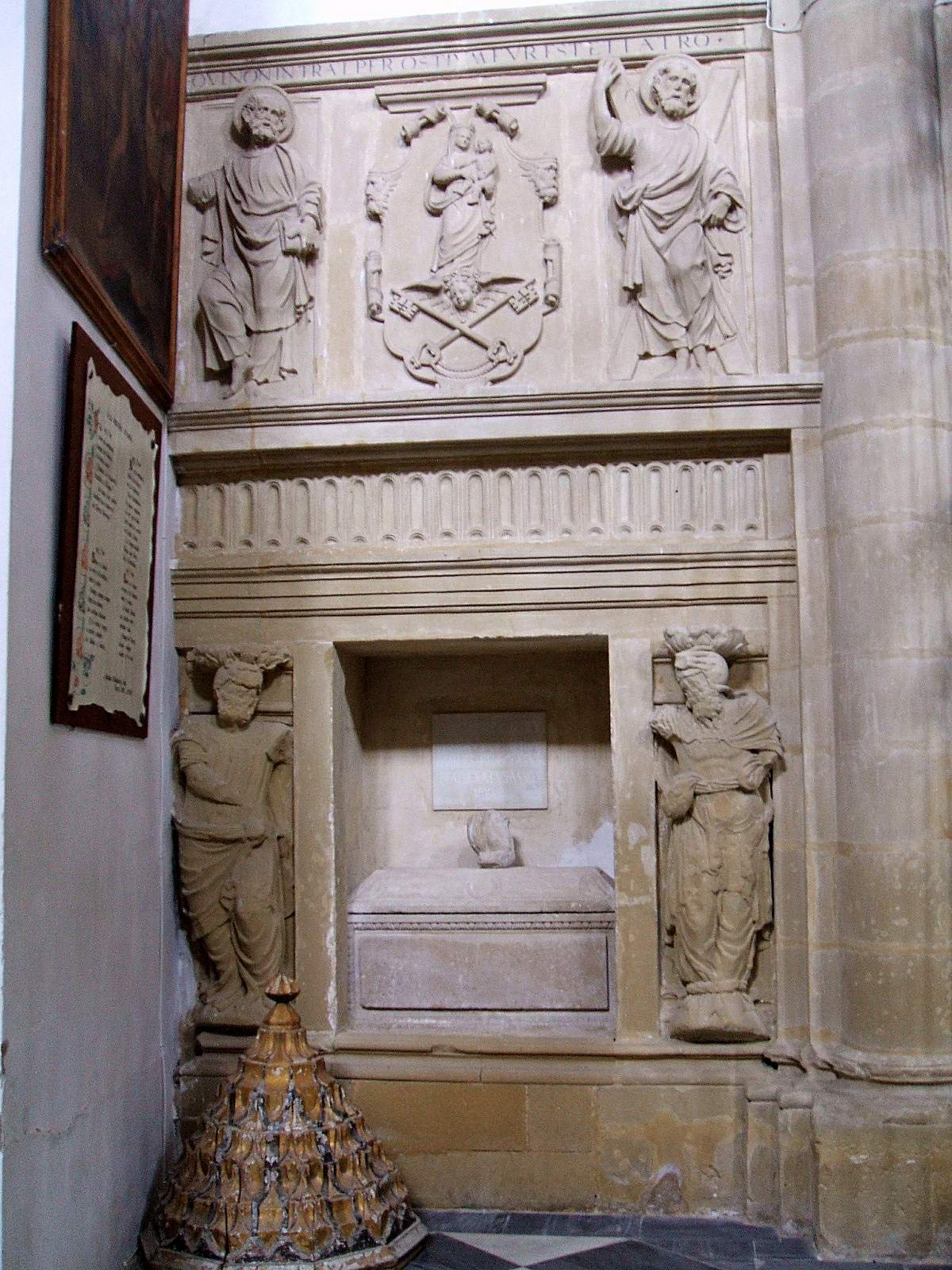
Sepulcre de Cristóbal Lechuga a la Catedral de Baeza

Això no obstant, vers els anys 1618-1619, potser durant un permís al seu poble natal, Baeza, es va fer construir una capella familiar a l'església romànica de la Santa Cruz, on volia ser enterrat. Aquesta capella-sepulcre va ser traslladada a la Catedral de Baeza, quan l'església va ser desamortitzada el 1835 i, encara avui, es pot veure en aquest lloc.

## Obres
Lechuga és conegut per haver escrit dues obres de tècniques militars:
- Discurso en el que trata del cargo de Maestro de Campo General (Milà, 1603), probablement escrit mentre era a Flandes, però publicat anys després.[13] Aquest discurs està fet per demostrar que l'experiència i l'antiguitat no poden ser els criteris d'avaluació del mèrit dels oficials militars, sinó que ho han de ser la preparació professional i la capacitat tècnica.[14]

- Discurso en el que trata de la Artillería con un tratado de Fortificación (Milà, 1611). Continua fent èmfasi en la professionalitat del militar i, considerant que l'Artilleria és la més important de les armes d'un exèrcit modern, en fa un estudi aprofundit, recomanant unificacions de calibres, construcció i ubicació de les peces, etc. tot això pensat des d'un pla científic-tècnic.